# Мехнат
Футбольний клуб «Мехнат» (Ташкент) або просто «Мехнат» — радянський узбецький футбольний клуб з міста Ташкент.

## Історія
Футбольний клуб «Мехнат» було засновано у місті Ташкент не пізніше як в 1958 році. Представляв ДСТ «Мехнат». У 1958 році команда перемогла у Кубку Узбецької РСР, а в 1959 році перемогли у Чемпіонаті Узбецької РСР. Остання згадка про клуб датується 1960 роком, коли команда виступала в зональному турнірі класу «Б» Чемпіонату СРСР.

## Досягнення
- Чемпіонат Узбецької РСР з футболу
  -  Чемпіон (1): 1958

- Кубок Узбецької РСР з футболу
  -  Володар (1): 1959